# 野澤英義
野澤 英義（のざわ ひでよし、6月30日 - ）は、日本の男性声優。愛知県出身。フォレストリンク所属。2018年12月末まではアル・シェアに所属していた。

## 人物
趣味は筋トレ、映画鑑賞。特技はギター、ドラム。

## 出演

### テレビアニメ
- 継つぐもも（2020年、門下生）
- 魔入りました!入間くん（2021年、生徒たち）
- SCARLET NEXUS（2021年、怪伐軍）
- 農民関連のスキルばっか上げてたら何故か強くなった。（2022年、冒険者たち）
- はなかっぱ（2023年、バッファロー親方、ナレーション）
- 狼と香辛料 MERCHANT MEETS THE WISE WOLF（2024年、刺客、商人、兵士）
- Unnamed Memory（2024年、セザル将軍）

### ゲーム
2014年
- ファントム オブ キル（ナレーション、天使）

2017年
- アルケミアストーリー（シャド、ワタリ）

2018年
- 三国志ディフェンちゅ（龍）

2019年
- コール オブ デューティ モダン・ウォーフェア（ワイアット）
- ゴーストリコン ブレイクポイント（ピョートル・ブハロフ）
- インディヴィジブル 闇を祓う魂たち
- Borderlands 3（マウスピース、ゴライアス）
- シェンムーIII
- 記憶 Path to Mnemosyne

2020年
- ライフ イズ ストレンジ2（ジョーイ）
- Marvel's Avengers
- ビルシャナ戦姫 〜源平飛花夢想〜

### ドラマCD
- 組長娘と世話係

### BLCD
- 愛の本能に従え

### 吹き替え

#### 映画
- アウトロー 咆哮（ジェイク）
- サリュート・7（司令官）
- サンダーストーム 特殊捜査班（ラウ）
- スペルズ/呪文（イゴール）
- セントラル・インテリジェンス（フィル、スティーブ）
- 都市と都市（シュクマン 他）
- HUNT/餌 ハント・エサ
- マーシャル・ユニバース 伝説の聖石（レイ・バオ）
- MYTHICA帝王の逆襲（レジーク）
- MYTHICAファイナル・ウォーズ（オーガス）
- メリッサ・マッカーシーinザ・ボス 世界で一番お金が好き!（ティト）
- リベンジャー -復讐者-（ストロード）
- レイダース 欧州攻略（ローソン）

#### ドラマ
- オザークへようこそ シーズン2」（ヘンリー, ギルロイ）
- グレート・ニュース シーズン1
- Travelers〜トラベラーズ〜 シーズン3（スティーブンソン）
- ポニーシッター・クラブ シーズン1（ニック）
- DOC あすへのカルテ（ガブリエル・キダーネ）

#### アニメ
- レゴ モンキーキッド（サンディー）
- レゴ ニンジャゴー 炎の章（ダリル）
- レゴ ニンジャゴー 氷の章（ボマ、グラッグ）
- レゴ ニンジャゴー 侵略のAI編（ボブ）

### CM
- クラウドワークス（中堅社員）
- サーパス磯部町レジデンス（ナレーション）
- サーパス北長野駅レジデンス（ナレーション）
- 潜在能力テスト公式問題集（ナレーション）

### ナレーション
- 有限会社石動木工所 会社紹介

### ボイスコミック
- ジャンプチャンネル
  - BUILD KING（2020年、家喰いトロルのボス）
  - 文殊史郎兄弟（2020年、愉山）
  - SAKAMOTO DAYS（2020年、ボス、2021年、バスジャック犯）
  - 逃げ上手の若君（2021年、足利高氏）
  - 青少年有害環境規制法（2021年、店員）
  - ポポ（2021年、研究員）
  - 漫画家異世界取材旅行（2021年、聖騎士）
  - 高校生家族（2021年、先生）
  - 灼熱のニライカナイ（2021年、深作）
  - ぱらそる同盟（2021年、成田の父）
  - メテオ・ストライク（2021年、医者）
  - エンバーミング 読切版（2021年、人造人間）
  - アメノフル（2021年、ルセット）
  - 戦国の三日月（2021年、侍）
  - わたしの親友（2021年、僧侶）
  - カグラバチ（2024年、ダルマ、毘杓幹部）
- 野いちご・ベリーズカフェチャンネル
  - お見合い婚〜俺様外科医に嫁ぐことになりました〜（2021年、九城）
  - 先輩は、イジワルにつき。（2021年、橘ひかる）
  - クールな御曹司は、私だけに溺愛体質（2022年、理事長）
  - エリート御曹司が花嫁にご指名です（2022年、桜宮優成）
- KADOKAWAオフィシャルチャンネル
  - ダンジョンの幼なじみ（2022年、オッくん）

### 舞台
- みんなのリーディング「KANOKO」（新田亀蔵）
- 蒼天の猫標識 第二回公演「バスが来ない」（テングサ）

### その他コンテンツ
- KADOKAWAクロスチャンネル ゲーム実況（鏡もち太郎）
- チャンネルクロス VTuber（鏡もち太郎）